# Hister maroccanus
Hister maroccanus är en skalbaggsart som beskrevs av Schmidt 1887. Hister maroccanus ingår i släktet Hister och familjen stumpbaggar. Inga underarter finns listade i Catalogue of Life.